# Pfarrkirche Großarl

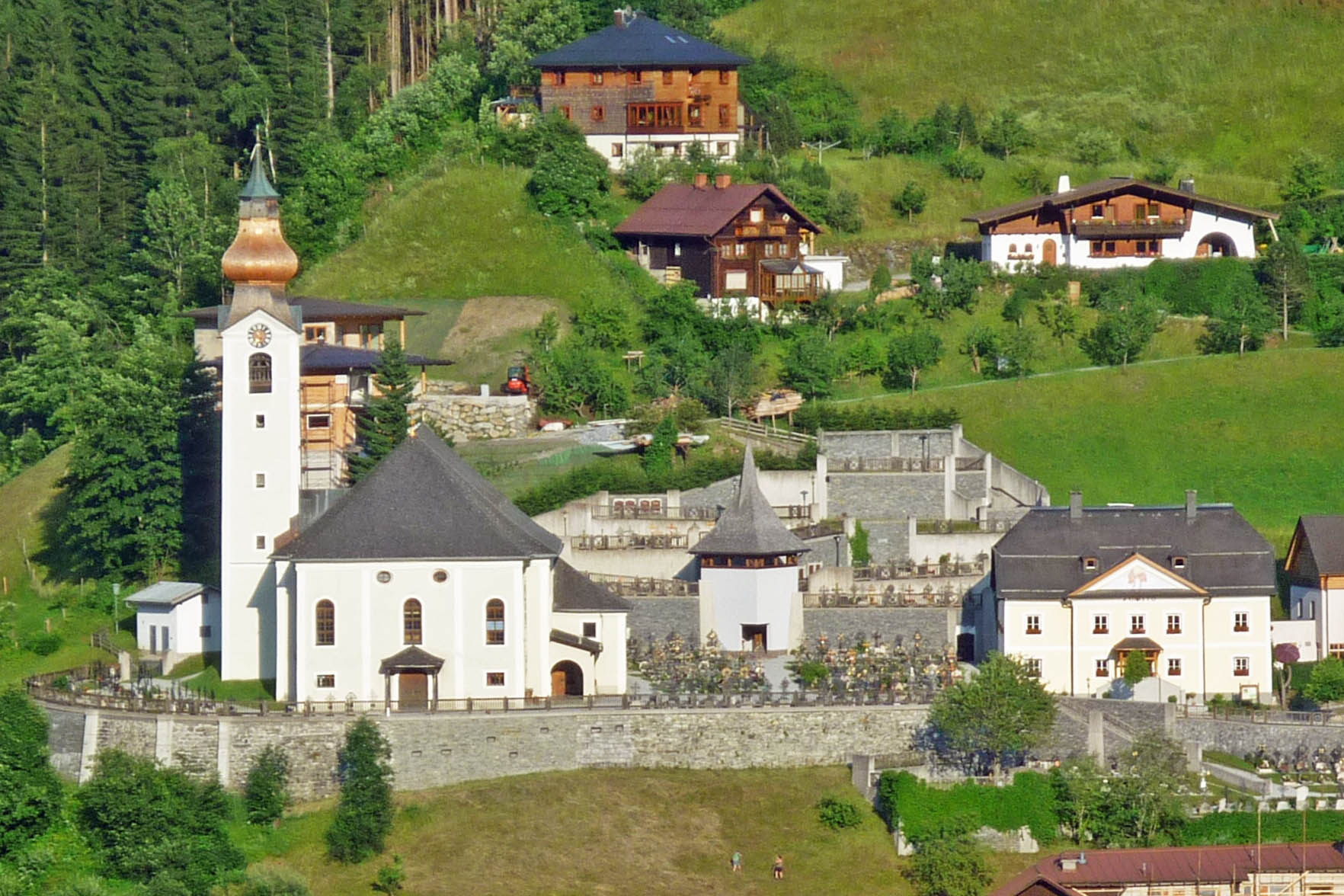
Katholische Pfarrkirche Hll. Martin und Ulrich in Großarl

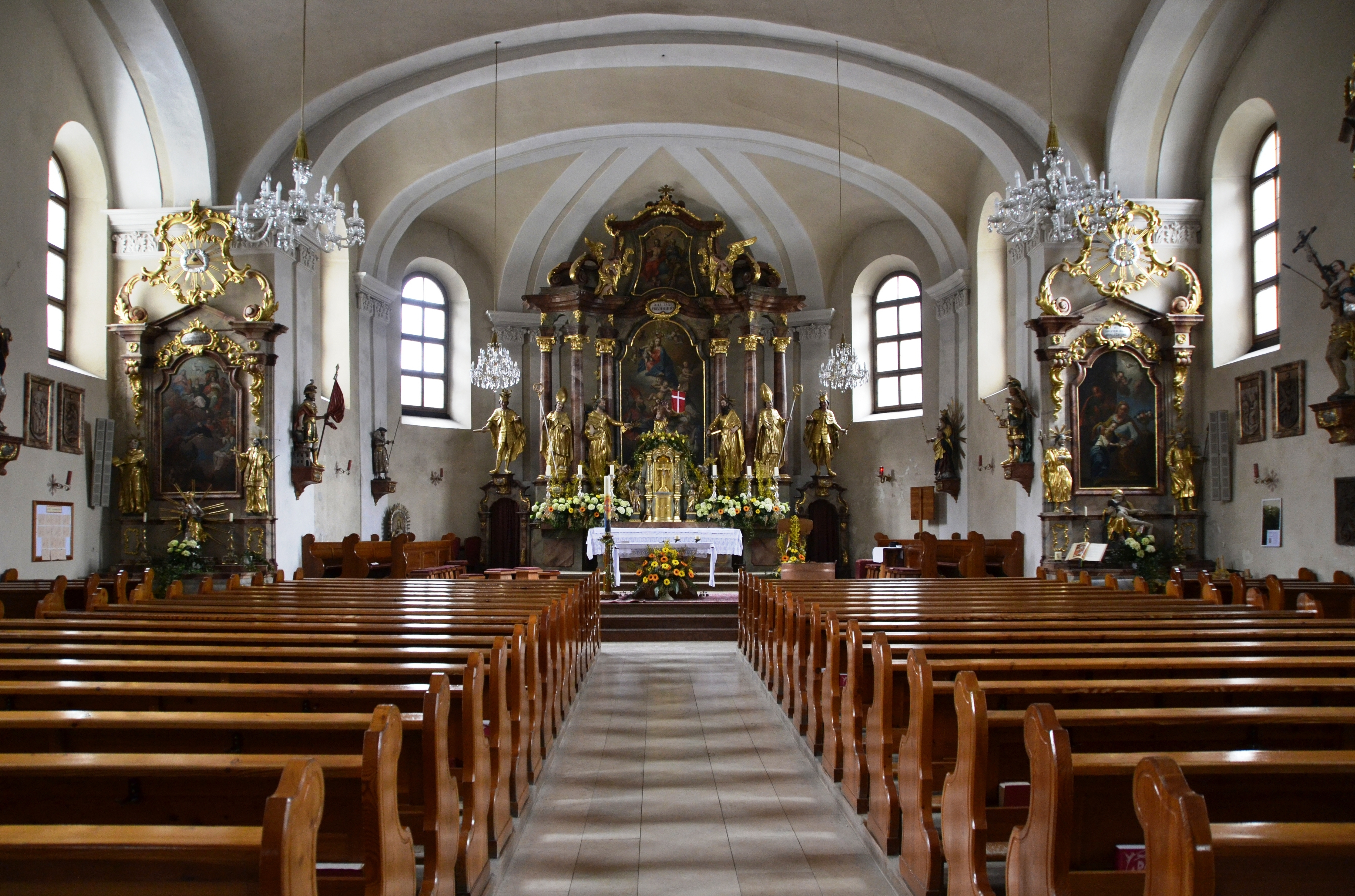
Langhaus, Blick zum Chor

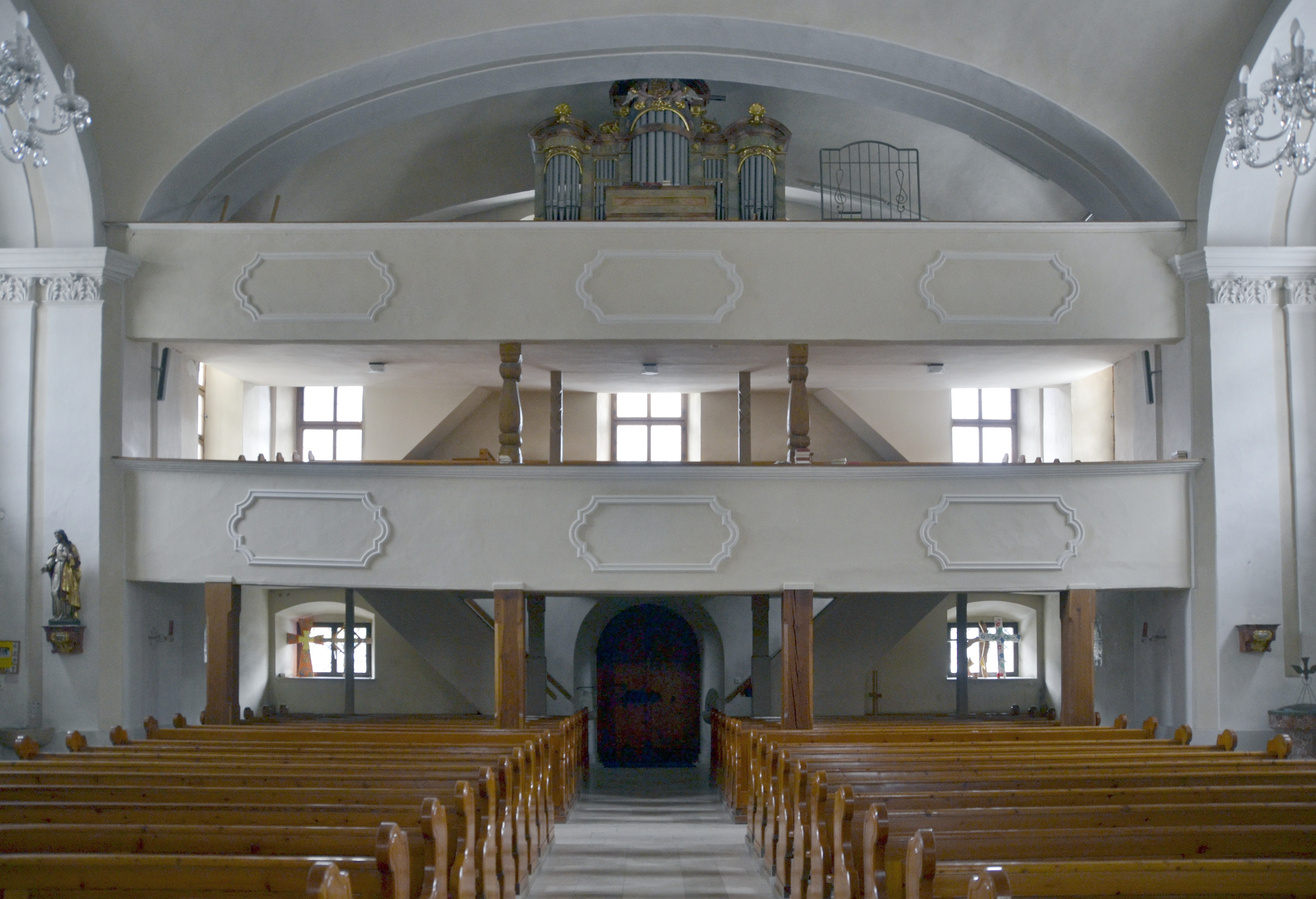
Langhaus, Blick zur Doppelempore

Die römisch-katholische Pfarrkirche Großarl steht auf einer Hangstufe im Osten des Ortes in der Marktgemeinde Großarl im Bezirk St. Johann im Pongau im Land Salzburg. Die dem Patrozinium der Heiligen Martin von Tours und Ulrich von Augsburg unterstellte Pfarrkirche gehört zum Dekanat St. Johann im Pongau der Erzdiözese Salzburg. Die Kirche steht unter Denkmalschutz (Listeneintrag).

## Geschichte
Urkundlich wurde 1399 eine Kirche genannt. 1768/1769 erfolgte nach den Plänen von Wolfgang Hagenauer und Christian Glaner ein Kirchenneubau, der bestehende Turm wurde erhöht.
Die Pfarre wurde 1806 gegründet. Nach einer Renovierung von 1841 bis 1857 wurde 1857 die Kirche neu geweiht. Restaurierungen waren 1931, 1948 und 1963.

## Architektur
Die spätbarocke Saalkirche ist von einem Friedhof umgeben.
Das Kirchenäußere zeigt ungegliederte Fassaden mit Rundbogenfenstern unter einem Satteldach auf einer Hohlkehle. Die Westfront hat einen vorgelagerten Risalit mit Pilastergliederung, es gibt zwei Rundbogenportale im Westen und Süden. Der eingezogene Chor schließt ellipsenförmig. Südlich am Langhaus steht eine zweigeschoßige Sakristei. In der rundbogig geöffneten Eingangshalle befindet sich eine Kriegergedächtnisstätte mit Inschrifttafeln und einem gravierten Stein aus 1951. Der Nordturm hat rundbogige Schallfenster und über Giebeln einen Zwiebelhelm und einem Laternenaufsatz mit einem geschweiften Zeltdach, 1948 renoviert.
Das Kircheninnere zeigt ein dreijochiges Langhaus mit Wandpfeilern, Doppelpilastern mit Kapitellen und doppelte Gurtbögen und Gewölbe mit böhmischen Kappen. In den Gewölbefeldern gibt es stuckumrahmte Bilder Maria und Christus nebst anderen Heiligen gemalt von Josef Haun 1931. Die Westempore ist zweigeschoßig. Im dritten Langhausjoch gibt es Portale, links zum Turm und rechts zur Sakristei. Der einjochige Chor hat einen runden Schluss und Doppelpilaster und ein Gewölbe mit böhmischen Kappen.

## Einrichtung
Die Altäre schuf Dominikus Plasisganig 1770. Der Hochaltar mit Säulen und Opfergangsportalen zeigt das Altarblatt Maria mit Kind mit den Heiligen Ulrich und Martin, das Oberbild Hll. Dreifaltigkeit, beide gemalt von Dominikus Plasisganig, die Konsolfiguren aus 1770 zeigen die Heiligen Ferdinand, Rupert, Peter und Paul, Vergil und Siegmund und im Aufsatz Engel. Der linke Seitenaltar zeigt das Vesperbild Vierzehn Nothelfer von Johann Löxhaller 1778. Der rechte Seitenaltar trägt über einem Tabernakel ein Kruzifix aus dem 18. Jahrhundert.
Das dreiteilige Orgelgehäuse entstand um 1770 und beinhaltet ein Werk der Gebrüder Brauner/Mährisch Neustadt aus 1892 mit 13 Registern, welches 1911 von Hans Mertel umgebaut wurde. Diese Orgel wurde 1892 von Johann II. (Liechtenstein) mit der Auflage gestiftet, dass die Gebrüder Brauner aus Mährisch Neustadt beauftragt wird. Die Orgel wurde 2024 von Alois Linder restauriert.

## Grabdenkmäler
Innen
- Grabstein zu Lucas Dietrich Schenauer 1700.
- Grabstein zu Christian Glaner 1769.
- Grabstein zu Thomas Schwertl 1779.
- Grabstein zu Rupert Moßhammer 1807.

Außen
- Grabstein zu Ignatius Rieder 1934.